# Julio Salinas
Julio Salinas (sinh ngày 11 tháng 9 năm 1962) là một cầu thủ bóng đá người Tây Ban Nha.

## Đội tuyển bóng đá quốc gia
Julio Salinas thi đấu cho đội tuyển bóng đá quốc gia Tây Ban Nha từ năm 1986 đến 1996.

## Thống kê sự nghiệp
| Đội tuyển bóng đá Tây Ban Nha | Đội tuyển bóng đá Tây Ban Nha | Đội tuyển bóng đá Tây Ban Nha |
| Năm                           | Trận                          | Bàn                           |
| ----------------------------- | ----------------------------- | ----------------------------- |
| 1986                          | 10                            | 5                             |
| 1987                          | 2                             | 0                             |
| 1988                          | 8                             | 1                             |
| 1989                          | 4                             | 1                             |
| 1990                          | 5                             | 1                             |
| 1991                          | 0                             | 0                             |
| 1992                          | 1                             | 0                             |
| 1993                          | 8                             | 7                             |
| 1994                          | 12                            | 7                             |
| 1995                          | 4                             | 0                             |
| 1996                          | 2                             | 0                             |
| Tổng cộng                     | 56                            | 22                            |

| #  | Ngày                 | Địa điểm                                                 | Đối thủ          | Bàn thắng | Kết quả | Giải đấu                 |
| -- | -------------------- | -------------------------------------------------------- | ---------------- | --------- | ------- | ------------------------ |
| 1  | 22 tháng 1 năm 1986  | Sân vận động Gran Canaria, Las Palmas, Tây Ban Nha       | Liên Xô          | 1–0       | 2–0     | Giao hữu                 |
| 2  | 19 tháng 2 năm 1986  | Sân vận động Manuel Martínez Valero, Elche, Tây Ban Nha  | Bỉ               | 2–0       | 3–0     | Giao hữu                 |
| 3  | 26 tháng 3 năm 1986  | Sân vận động Ramón de Carranza, Cádiz, Tây Ban Nha       | Ba Lan           | 3–0       | 3–0     | Giao hữu                 |
| 4  | 7 tháng 6 năm 1986   | Sân vận động Tres de Marzo, Zapopan, México              | Bắc Ireland      | 2–0       | 2–1     | World Cup 1986           |
| 5  | 24 tháng 9 năm 1986  | El Molinón, Gijón, Tây Ban Nha                           | Hy Lạp           | 1–0       | 3–1     | Giao hữu                 |
| 6  | 24 tháng 2 năm 1988  | Sân vận động La Rosaleda, Málaga, Tây Ban Nha            | Tiệp Khắc        | 1–0       | 1–2     | Giao hữu                 |
| 7  | 11 tháng 10 năm 1989 | Népstadion, Budapest, Hungary                            | Hungary          | 1–0       | 2–2     | Vòng loại World Cup 1990 |
| 8  | 26 tháng 6 năm 1990  | Sân vận động Marc'Antonio Bentegodi, Verona, Ý           | Nam Tư           | 1–1       | 1–2     | World Cup 1990           |
| 9  | 28 tháng 4 năm 1993  | Sân vận động Benito Villamarín, Sevilla, Tây Ban Nha     | Bắc Ireland      | 1–1       | 3–1     | Vòng loại World Cup 1994 |
| 10 | 28 tháng 4 năm 1993  | Sân vận động Benito Villamarín, Sevilla, Tây Ban Nha     | Bắc Ireland      | 2–1       | 3–1     | Vòng loại World Cup 1994 |
| 11 | 22 tháng 9 năm 1993  | Sân vận động Qemal Stafa, Tirana, Albania                | Albania          | 1–0       | 5–1     | Vòng loại World Cup 1994 |
| 12 | 22 tháng 9 năm 1993  | Sân vận động Qemal Stafa, Tirana, Albania                | Albania          | 3–0       | 5–1     | Vòng loại World Cup 1994 |
| 13 | 22 tháng 9 năm 1993  | Sân vận động Qemal Stafa, Tirana, Albania                | Albania          | 4–1       | 5–1     | Vòng loại World Cup 1994 |
| 14 | 13 tháng 10 năm 1993 | Lansdowne Road, Dublin, Cộng hòa Ireland                 | Cộng hòa Ireland | 2–0       | 3–1     | Vòng loại World Cup 1994 |
| 15 | 13 tháng 10 năm 1993 | Lansdowne Road, Dublin, Cộng hòa Ireland                 | Cộng hòa Ireland | 3–0       | 3–1     | Vòng loại World Cup 1994 |
| 16 | 19 tháng 1 năm 1994  | Balaídos, Vigo, Tây Ban Nha                              | Bồ Đào Nha       | 1–0       | 2–2     | Giao hữu                 |
| 17 | 2 tháng 6 năm 1994   | Sân vận động Ratina, Tampere, Phần Lan                   | Phần Lan         | 2–0       | 2–1     | Giao hữu                 |
| 18 | 10 tháng 6 năm 1994  | Khu liên hợp thể thao Claude-Robillard, Montréal, Canada | Canada           | 1–0       | 2–0     | Giao hữu                 |
| 19 | 17 tháng 6 năm 1994  | Cotton Bowl, Dallas, Hoa Kỳ                              | Hàn Quốc         | 1–0       | 2–2     | World Cup 1994           |
| 20 | 12 tháng 10 năm 1994 | Sân vận động Thành phố Skopje, Skopje, Bắc Macedonia     | Bắc Macedonia    | 1–0       | 2–0     | Vòng loại Euro 1996      |
| 21 | 12 tháng 10 năm 1994 | Sân vận động Thành phố Skopje, Skopje, Bắc Macedonia     | Bắc Macedonia    | 2–0       | 2–0     | Vòng loại Euro 1996      |
| 22 | 17 tháng 12 năm 1994 | Sân vận động Constant Vanden Stock, Bruxelles, Bỉ        | Bỉ               | 3–1       | 4–1     | Vòng loại Euro 1996      |